# Hákon Arnar Haraldsson
Hákon Arnar Haraldsson (Akranes,  10 de abril de 2003) é um futebolista que atua como ponta. Atualmente, joga no Lille em Ligue 1.

## Carreira
Hákon Arnar Haraldsson ingressou na equipe juvenil do Akraness em 2010, onde permaneceu até a contratação do København em junho de 2019.
Em 17 de julho de 2023, Haraldsson foi contratado pelo Lille, em França.

## Seleção Nacional
Após ter defendido Islândia nas categorias de base, Hákon Arnar Haraldsson estreou pela Seleção Islandesa principal no dia 2 de junho de 2022, contra a Israel.